# Loretto Petrucci
Loretto Petrucci (Capostrada, 18 augustus 1929 – Pistoia, 17 juni 2016), bijgenaamd de Molenaar van Pistoia, was een Italiaans wielrenner die als professional actief was tussen 1949 en 1960. In 1968 maakte hij nog een korte comeback, echter zonder belangrijke resultaten. Zijn grootste successen waren de beide overwinningen op rij in Milaan-San Remo in 1952 en 1953 en de overwinning in Parijs-Brussel in 1953, waardoor hij dat jaar ook de eindoverwinning in de Challenge Desgrange-Colombo in de wacht sleepte. Als ronderenner in de grote rondes was hij weinig succesvol.
Hij werd ook geïnterviewd in de documentaire van Wilfried de Jong van Holland Sport over Milaan-San Remo uit 2013.

## Belangrijkste overwinningen
1951
Ronde van Toscane
GP Massaua-Fossati
2e etappe deel b Rome-Napels-Rome
1952
Milaan-San Remo
1953
Eindklassement Challenge Desgrange-Colombo
Milaan-San Remo
Parijs-Brussel
1955
Ronde van Lazio

## Resultaten in voornaamste wedstrijden
| Jaar | Ronde van Italië | Ronde van Frankrijk | Ronde van Spanje |
| ---- | ---------------- | ------------------- | ---------------- |
| 1951 | opgave           |                     |                  |
| 1952 | 67e              |                     |                  |
| 1953 |                  |                     |                  |
| 1954 | opgave           |                     |                  |

| Jaar | Milaan-San Remo | Ronde van Vlaanderen | Parijs-Roubaix | Ronde van Lombardije | Parijs-Brussel | Waalse Pijl |  | WK op de weg |  | Wereldranglijsten |
| ---- | --------------- | -------------------- | -------------- | -------------------- | -------------- | ----------- |  | ------------ |  | ----------------- |
| 1951 | Brons           | 4e                   |                | 18e                  |                |             |  |              |  |                   |
| 1952 | Goud            | ↑                    | 9e             |                      | 16e            |             |  | 14e          |  | 7e (CDC)          |
| 1953 | Goud            | 5e                   |                |                      | Goud           | Brons       |  |              |  | (CDC)             |
| 1954 | 5e              |                      | 72e            | 71e                  |                |             |  |              |  |                   |

- International Standard Name Identifier: 0000 0000 3774 8419
- Library of Congress Control Number: n2003117363
- Istituto Centrale per il Catalogo Unico: CFIV212529
- Virtual International Authority File: 21525350
- WorldCat: E39PBJcGmvthQycBykd8B7VV4q

1. ↑  Holland Sport Special - Milaan - Sanremo, youtube